# Ursula Scheu
Ursula Scheu (* 11. Februar 1943 in Darmstadt; † 3. September 2019 in Berlin) war eine deutsche Psychologin und Autorin. Bekannt wurde sie in den 1970er-Jahren durch ihr Werk Wir werden nicht als Mädchen geboren –  wir werden dazu gemacht. Zur frühkindlichen Erziehung in unserer Gesellschaft. Der Longseller erreichte bis 1995 eine Auflage von 188.000 Exemplaren und war in der zweiten Hälfte der 1970er-Jahre ein Bestseller.

## Leben
Ursula Scheu legte 1962 das Abitur ab und studierte bis 1965  Philosophie, Soziologie und Germanistik an der Johann Wolfgang Goethe-Universität Frankfurt am Main. Sie schloss ein Psychologie-Studium an der Freien Universität  (FU) Berlin mit der Diplomprüfung 1971 an.  Seit den 1970er-Jahren engagierte sie sich in der Frauenbewegung.
Bis 1976 war Ursula Scheu an der FU als Wissenschaftliche Assistentin tätig, leitete dort das erste Frauenseminar und wurde 1976 mit der Dissertation Theoretische Begründungen der Ursachen und Folgen der Geschlechtsunterschiede promoviert. Ihr Werk erschien unter dem Titel Wir werden nicht als Mädchen geboren – wir werden dazu gemacht zum ersten Mal 1977 als Fischer-Taschenbuch. 1979 wurde es in der Übersetzung ins Schwedische von Margareta Edgardh unter dem Titel Vi föds inte till flickor – vi görs till det vom Bokförlaget Prisma in Stockholm veröffentlicht.
1976 initiierte sie mit anderen Frauen in Berlin eine Gruppe zur Gründung des ersten autonomen Frauenhauses in der Stadt und in Deutschland, war dort bis 1982 Mitarbeiterin und begleitete das Projekt wissenschaftlich. Daneben absolvierte sie ab 1980 eine gesprächspsychotherapeutische Ausbildung mit der Anerkennung als Klinische Psychologin.
1988 wurde sie in den Vorstand des Archiv- und Dokumentationszentrums (jetzt FrauenMediaTurm) in Köln gewählt und war seit 1992 dessen wissenschaftliche Beraterin. Mit Alice Schwarzer gab sie seit 1994 den Feministischen Thesaurus heraus. 2002 erschien ihre mit Anna Dünnebier verfasste Doppelbiografie über Anita Augspurg und Lida Gustava Heymann. Sie forschte zur weiblichen Homosexualität und bereitete die Veröffentlichung der Geschichte der weiblichen Homosexualität und ihrer Verfolgung vor. Ihre Forschungen konnte sie nicht mehr beenden.
Am 3. September 2019 starb Scheu nach langjähriger Krankheit in Berlin.

## Werke
- Wir werden nicht als Mädchen geboren – wir werden dazu gemacht. Fischer Taschenbuch-Verlag, Frankfurt 1977 ISBN 3-436-02457-0
- Die Rebellion ist eine Frau. Mit Anna Dünnebier. Hugendubel, München 2002 ISBN 3-7205-2294-6

Herausgeberschaften
- Frauenkalender.  Jahrgänge 1974–2000 (mit Alice Schwarzer)
- Lexikon der Frauenzitate. Kluge Gedanken, freche Bonmots, zeitlose Weisheiten. Hugendubel, München 2002 ISBN 3-7205-2348-9